# منتخب بولندا للكورفبال
منتخب بولندا للكورفبال (بالبولندية: Reprezentacja Polski w korfballu)‏ هو ممثل بولندا الرسمي في المنافسات الدولية في كرة السلة الهولندية
.